# Bandad grönspett
Bandad grönspett (Chrysophlegma miniaceum) är en fågel i familjen hackspettar inom ordningen hackspettartade fåglar.

## Utseende och läte
Bandad grönspett är en rätt liten (23–26 cm) men bjärt färgad hackspett med spretig tofs. Fjäderdräkten varierar något geografiskt, men alla fåglar har mörkt orangefärgat ansikte, mörkt kastanjebruna vingar, svartvit bandad undersida och mörk stjärt. Honan är mattare i färgerna än hanen, med ljusare ansikte. Bland lätena hörs vassa "kek" eller "week".

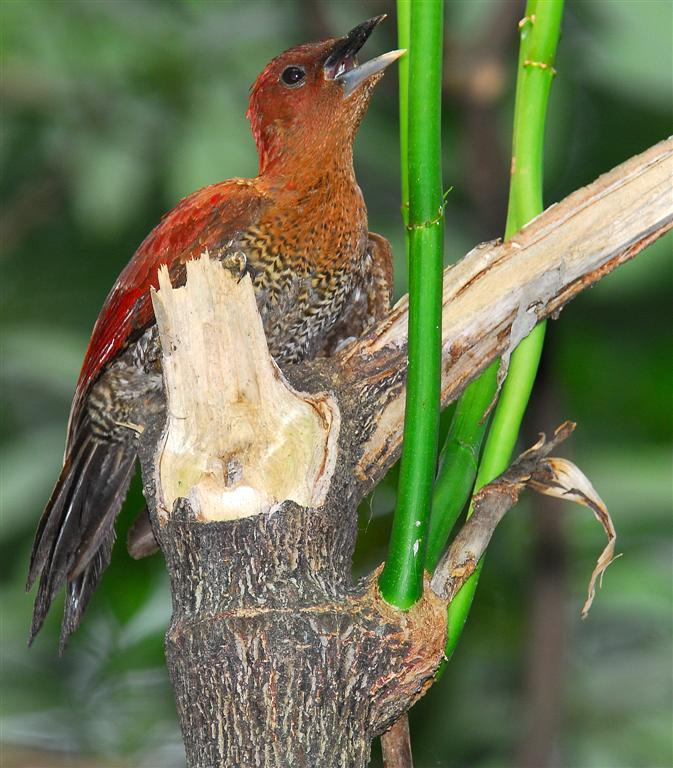

## Utbredning och systematik
Bandad grönspett delas in i fyra underarter med följande utbredning:
- Chrysophlegma miniaceum perfutum – södra Myanmar och södra Thailand
- Chrysophlegma miniaceum malaccensis – Malackahalvön, Sumatra, Borneo, Bangka och Belitung
- Chrysophlegma miniaceum niasensis – ön Nias utanför nordvästra Sumatra
- Chrysophlegma miniaceum miniaceum – Java

### Släktestillhörighet
Tidigare placerades den bland gröngölingarna i släktet Picus, men DNA-studier har visat att arterna i släktet inte är varandras närmaste släktingar. Bandad, orangehalsad och gulnackad grönspett lyfts därför numera ut till det egna släktet grönspettar (Chrysophlegma).

## Levnadssätt
Arten bebor skogar, skogsbryn och trädgårdar i låglänta områden och i lägre bergstrakter. Den ses ofta enstaka, men kan också påträffas i tätt födosökande grupper. Fågeln föredrar höga och tjocka stammar att klättra på. Födan består av myror och deras ägg.

## Status och hot
Arten har ett stort utbredningsområde och beståndet anses stabilt. Internationella naturvårdsunionen IUCN listar den därför som livskraftig (LC).